# Kościół św. Józefa Rzemieślnika w Starej Wsi
Kościół św. Józefa Rzemieślnika w Starej Wsi – murowana świątynia rzymskokatolicka w miejscowości Stara Wieś w powiecie limanowskim, pełniąca rolę kościoła parafialnego miejscowej parafii św. Józefa.

## Historia
Pomysł budowy kościoła w Starej Wsi narodził się podczas wizytacji kanonicznej w parafii w Limanowej biskupa Jerzego Ablewicza w 1970. Decyzję podjęto w 1983, ale przygotowania trwały bardzo długo - prace budowlane rozpoczęto dopiero 4 maja 1987. 11 lipca tego roku biskup Piotr Bednarczyk dokonał wmurowania kamienia węgielnego, który miesiąc wcześniej poświęcił Jan Paweł II podczas swego pobytu w Tarnowie. Budowa posuwała się w tempie ekspresowym - już w tym samym roku w kościele odprawiona została uroczysta pasterka.
Konsekracji kościoła dokonał 18 czerwca 2000 biskup Wiktor Skworc.

## Architektura
Do realizacji wybrano projekt Leczka Pilawskiego, który zaprojektował nowoczesną bryłę kościoła, skomponowaną z każdej strony z trójkątnych form. Obok stanęła wieża z trzema dzwonami.
Przed wejściem głównym do kościoła postawiono wysoki posąg Chrystusa, wzorowany na statui z Rio de Janeiro.

## Wnętrze
Projektantem wnętrza świątyni był Józef Furdyna.
Ołtarz główny zdobi kopia obrazu Święta Rodzina, otoczonego kultem w sanktuarium św. Józefa w Kaliszu. Wokół obrazu znajdują się polichromie figuralne:
- Aniołowie z koroną
- św. Piotr
- Wskrzeszenie Łazarza
- św. Józef Rzemieślnik

Warto zwrócić uwagę na oryginalne stacje Drogi Krzyżowej oraz na kopię Piety Limanowskiej, otaczanej czcią w tamtejszym sanktuarium.